# Atractylis
Atractylis – rodzaj roślin z rodziny astrowatych. Obejmuje 27 gatunków. Rośliny te występują głównie w basenie Morza Śródziemnego – w północnej Afryce od Mauretanii i Wysp Kanaryjskich po Somalię, w południowej Europie (4 gatunki) i południowo-zachodniej Azji po Pakistan na wschodzie.
Nazwa grecka atrakty˘l(l)ís obecna była w pismach Dioskurydesa i Pliniusza Starszego, u którego oznaczała kolczaste rośliny o łodygach nagich, zakończonych główkami żółtych kwiatów. Łodygi tych roślin używane były przez kobiety jako wrzeciono (po grecku átraktos). Współcześnie nazwa ta utożsamiana jest raczej z roślinami z rodzaju krokosz, ale w czasach nowożytnych przeniesiona została na opisywany rodzaj.

## Morfologia

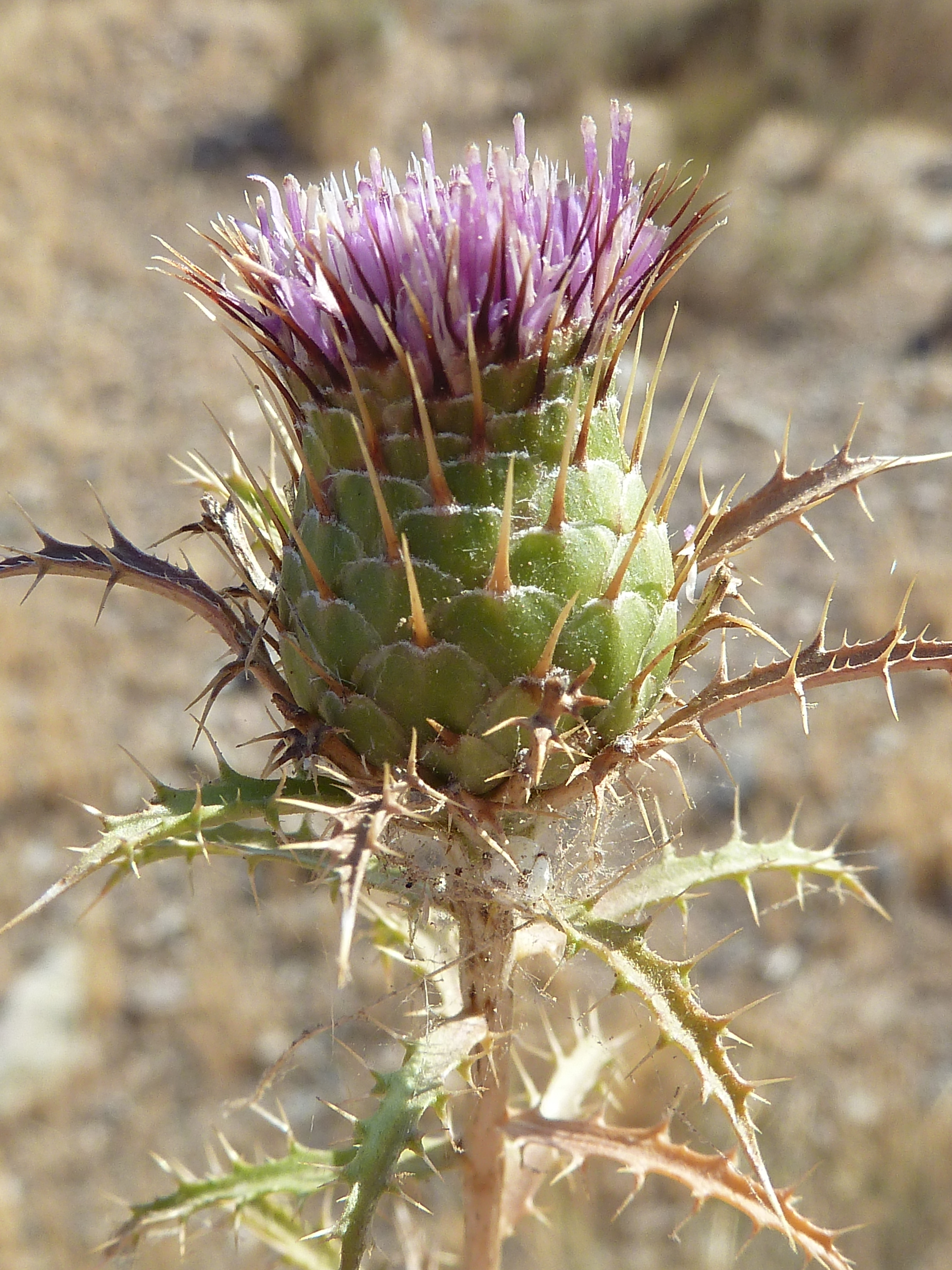
Atractylis humilis

PokrójRośliny jednoroczne, byliny i półkrzewy, kolczaste lub nie, jeśli owłosione to włoski jednokomórkowe, proste. Łodygi pojedyncze lub rozgałęziające się (od nasady lub tylko w górnej części), nieoskrzydlone.
LiścieSkrętoległe, czasem też skupione u nasady w rozetę przyziemną. Ząbkowane i w różnym stopniu pierzasto wcinane, kolczaste, rzadziej nieuzbrojone.
KwiatySkupione w pojedynczych koszyczkach na szczycie i jej odgałęzień łodygi. Pod koszyczkiem znajdują się siedzące, liściopodobne podsadki. Okrywy jajowate lub kulistawe z licznymi, zielonymi lub łuskowatymi listkami ułożonymi w 5–15 rzędów. Zewnętrzne (dolne) listki są oskrzydlone, a wewnętrzne (górne) równowąsko lancetowate, często z brązowymi, łuskowatymi przydatkami. Dno koszyczka pokryte dużymi, łuskowatymi, postrzępionymi frędzlowato łuskami. Korony białawe do fioletowych, różowe, purpurowe lub żółte. Wewnętrzne kwiaty w koszyczkach są obupłciowe, zewnętrzne kwiaty są płonne lub obupłciowe, czasem większe i wystające poza okrywę. Nitki pręcików są wolne, nagie i spłaszczone. Słupek z krótkimi ramionami rozwidlonego znamienia.
OwocePodługowato-stożkowate lub walcowate, owłosione niełupki. Puch kielichowy w postaci pierzastych ości.

## Systematyka
Rodzaj zaliczany do podplemienia Carlininae, plemienia Cardueae, podrodziny Carduoideae w obrębie rodziny astrowatych Asteraceae.
Wykaz gatunków
- Atractylis arabica Rech.f.
- Atractylis arbuscula Svent. & Michaelis
- Atractylis aristata Batt.
- Atractylis auranitica Rech.f.
- Atractylis babelii Hochr.
- Atractylis boulosii Täckh.
- Atractylis caerulea Batt.
- Atractylis caespitosa Desf.
- Atractylis cancellata L.
- Atractylis carduus (Forssk.) C.Chr.
- Atractylis cryptocephala (Baker) F.G.Davies
- Atractylis delicatula Batt. ex L.Chevall.
- Atractylis delvarii Mozaff.
- Atractylis echinata Pomel
- Atractylis humilis L.
- Atractylis kentrophylloides (Baker) F.G.Davies
- Atractylis mernephthae Asch. & Schweinf. & Letourn.
- Atractylis phaeolepis Pomel
- Atractylis phazaniae Corti
- Atractylis polycephala Coss.
- Atractylis preauxiana Sch.Bip.
- Atractylis prolifera Boiss.
- Atractylis serrata Pomel
- Atractylis serratuloides Sieber ex Cass.
- Atractylis sojakii Rech.f.
- Atractylis tutinii Franco
- Atractylis yemensis Podlech